# Campeonato Sudamericano Sub-20 de Fútbol Playa de 2023
El Campeonato Sudamericano Sub-20 de Fútbol Playa 2023, estilizado como CONMEBOL Sub20 Fútbol Playa 2023, fue la tercera edición del torneo de seleccionas nacionales masculinas sub-20 de fútbol playa de Sudamérica. El torneo se disputó en Iquique, Chile del 5 al 13 de agosto.

## Equipos participantes
| Equipos participantes | Equipos participantes | Equipos participantes | Equipos participantes | Equipos participantes |
| --------------------- | --------------------- | --------------------- | --------------------- | --------------------- |
| Argentina             | Bolivia               | Chile                 | Paraguay              | Uruguay               |
| Brasil                | Colombia              | Ecuador               | Perú                  | Venezuela             |

## Sede
| Arena Cavancha                             |
| 20°12′51″S 70°09′09″O / -20.2141, -70.1524 |

## Formato de competencia
El torneo se disputará en dos fases: la fase preliminar, o fase de grupos; y la fase final, que corresponde a las disputas por el noveno, séptimo, quinto y tercer puesto, como así también la semifinal y gran final. Todas las fases se jugarán a una sola rueda de partidos. La fase de grupos la disputan los 10 equipos, distribuidos en 2 grupos de 5 equipos cada uno.

Clasificarán para la semifinal los equipos que ocupen las primeras dos posiciones en cada grupo. Los demás equipos de cada grupo disputarán las posiciones del quinto al noveno puesto: los terceros disputan el quinto puesto, los cuartos disputan el séptimo puesto y los quintos disputan el noveno puesto.

## Fase de grupos

### Grupo A
| Equipo   | Pts | PJ | PG | PG+ | PG++ | PP | GF | GC | Dif |
| -------- | --- | -- | -- | --- | ---- | -- | -- | -- | --- |
| Paraguay | 12  | 4  | 4  | 0   | 0    | 0  | 31 | 6  | +25 |
| Chile    | 7   | 4  | 2  | 0   | 1    | 1  | 18 | 13 | +5  |
| Uruguay  | 6   | 4  | 2  | 0   | 0    | 2  | 17 | 29 | -12 |
| Ecuador  | 3   | 4  | 1  | 0   | 0    | 3  | 9  | 16 | -7  |
| Bolivia  | 0   | 4  | 0  | 0   | 0    | 4  | 13 | 24 | -11 |

| 5 de agosto de 2023 | Chile | 3:3 (t. s.)(5:3 p.) | Bolivia | Arena Cavancha, Iquique |  |
|                     |       |                     |         | Árbitro(s):             |  |

| 5 de agosto de 2023 | Uruguay | 4:3 | Ecuador | Arena Cavancha, Iquique |  |
|                     |         |     |         | Árbitro(s):             |  |

| 6 de agosto de 2023 | Uruguay | 3:8 | Chile | Arena Cavancha, Iquique |  |
|                     |         |     |       | Árbitro(s):             |  |

| 6 de agosto de 2023 | Bolivia | 2:8 | Paraguay | Arena Cavancha, Iquique |  |
|                     |         |     |          | Árbitro(s):             |  |

| 7 de agosto de 2023 | Paraguay | 5:0 | Ecuador | Arena Cavancha, Iquique |  |
|                     |          |     |         | Árbitro(s):             |  |

| 7 de agosto de 2023 | Bolivia | 6:8 | Uruguay | Arena Cavancha, Iquique |  |
|                     |         |     |         | Árbitro(s):             |  |

| 9 de agosto de 2023 | Ecuador | 1:5 | Chile | Arena Cavancha, Iquique |  |
|                     |         |     |       | Árbitro(s):             |  |

| 9 de agosto de 2023 | Paraguay | 12:2 | Uruguay | Arena Cavancha, Iquique |  |
|                     |          |      |         | Árbitro(s):             |  |

| 10 de agosto de 2023 | Chile | 2:6 | Paraguay | Arena Cavancha, Iquique |  |
|                      |       |     |          | Árbitro(s):             |  |

| 10 de agosto de 2023 | Ecuador | 5:2 | Bolivia | Arena Cavancha, Iquique |  |
|                      |         |     |         | Árbitro(s):             |  |

### Grupo B
| Equipo    | Pts | PJ | PG | PG+ | PG++ | PP | GF | GC | Dif |
| --------- | --- | -- | -- | --- | ---- | -- | -- | -- | --- |
| Brasil    | 12  | 4  | 4  | 0   | 0    | 0  | 33 | 6  | +27 |
| Colombia  | 6   | 4  | 2  | 0   | 0    | 2  | 12 | 18 | -6  |
| Perú      | 6   | 4  | 2  | 0   | 0    | 2  | 15 | 17 | -2  |
| Venezuela | 3   | 4  | 1  | 0   | 0    | 3  | 12 | 16 | -4  |
| Argentina | 3   | 4  | 1  | 0   | 0    | 3  | 9  | 24 | -15 |

| 5 de agosto de 2023 | Perú | 3:2 | Venezuela | Arena Cavancha, Iquique |  |
|                     |      |     |           | Árbitro(s):             |  |

| 5 de agosto de 2023 | Argentina | 3:2 | Colombia | Arena Cavancha, Iquique |  |
|                     |           |     |          | Árbitro(s):             |  |

| 6 de agosto de 2023 | Venezuela | 4:3 | Argentina | Arena Cavancha, Iquique |  |
|                     |           |     |           | Árbitro(s):             |  |

| 6 de agosto de 2023 | Colombia | 1:10 | Brasil | Arena Cavancha, Iquique |  |
|                     |          |      |        | Árbitro(s):             |  |

| 7 de agosto de 2023 | Brasil | 9:3 | Perú | Arena Cavancha, Iquique |  |
|                     |        |     |      | Árbitro(s):             |  |

| 7 de agosto de 2023 | Colombia | 6:4 | Venezuela | Arena Cavancha, Iquique |  |
|                     |          |     |           | Árbitro(s):             |  |

| 9 de agosto de 2023 | Perú | 8:3 | Argentina | Arena Cavancha, Iquique |  |
|                     |      |     |           | Árbitro(s):             |  |

| 9 de agosto de 2023 | Brasil | 4:2 | Venezuela | Arena Cavancha, Iquique |  |
|                     |        |     |           | Árbitro(s):             |  |

| 10 de agosto de 2023 | Argentina | 0:10 | Brasil | Arena Cavancha, Iquique |  |
|                      |           |      |        | Árbitro(s):             |  |

| 10 de agosto de 2023 | Perú | 1:3 | Colombia | Arena Cavancha, Iquique |  |
|                      |      |     |          | Árbitro(s):             |  |

## Fase final

### Cuadro de desarrollo
|  | Semifinales | Semifinales | Semifinales |        |          | Final        | Final        | Final        |  |
|  |             |             |             |        |          |              |              |              |  |
|  |             |             |             |        |          |              |              |              |  |
|  | Paraguay    | Paraguay    | 5           |        |          |              |              |              |  |
|  | Paraguay    | Paraguay    | 5           |        |          |              |              |              |  |
|  | Colombia    | Colombia    | 3           |        |          |              |              |              |  |
|  | Colombia    | Colombia    | 3           |        | Paraguay | Paraguay     | 5            |              |  |
|  |             |             |             |        | Paraguay | Paraguay     | 5            |              |  |
|  |             |             | Brasil      | Brasil | 3        |              |              |              |  |
|  | Brasil      | Brasil      | Brasil      | Brasil | 3        | 4            |              |              |  |
|  | Brasil      | Brasil      |             |        |          | 4            |              |              |  |
|  | Chile       | Chile       | 3           |        |          | Tercer lugar | Tercer lugar | Tercer lugar |  |
|  | Chile       | Chile       | 3           |        |          | Tercer lugar | Tercer lugar | Tercer lugar |  |
|  |             |             |             |        |          |              |              |              |  |
|  |             |             |             |        |          | Colombia     | Colombia     | 4 (2)        |  |
|  |             |             |             |        |          | Colombia     | Colombia     | 4 (2)        |  |
|  |             |             |             |        |          | Chile (p.)   | Chile (p.)   | 4 (4)        |  |
|  |             |             |             |        |          | Chile (p.)   | Chile (p.)   | 4 (4)        |  |
|  |             |             |             |        |          |              |              |              |  |

### Noveno puesto
| 12 de agosto de 2023, 11:30 | Bolivia | 3:0 | Argentina | Arena Cavancha, Iquique |  |

### Séptimo puesto
| 12 de agosto de 2023, 13:15 | Ecuador | 3:6 | Venezuela | Arena Cavancha, Iquique |  |

### Quinto puesto
| 13 de agosto de 2023, 13:45 | Uruguay | 4:5 | Perú | Arena Cavancha, Iquique |  |

### Semifinales
| 12 de agosto de 2023, 16:15 | Paraguay | 5:3 | Colombia | Arena Cavancha, Iquique |  |

| 12 de agosto de 2023, 18:00 | Brasil | 4:3 | Chile | Arena Cavancha, Iquique |  |
|                             |        |     |       | Árbitro(s):             |  |

### Tercer puesto
| 13 de agosto de 2023 | Colombia | 4:4 (t. s.)(2:4 p.) | Chile | Arena Cavancha, Iquique |  |

### Final
| 13 de agosto de 2023, 18:00 | Paraguay | 5:3 | Brasil | Arena Cavancha, Iquique |  |

|                              |
| Bandera de Paraguay          |
| Campeón Paraguay 1.er Título |

## Tabla general
| Pos. | Equipo    | Pts | PJ | PG | PG+ | PG++ | PP | GF | GC | DG  | Rend. |
| ---- | --------- | --- | -- | -- | --- | ---- | -- | -- | -- | --- | ----- |
| 1    | Paraguay  | 18  | 6  | 6  | 0   | 0    | 0  | 41 | 12 | +29 | 100%  |
| 2    | Brasil    | 15  | 6  | 5  | 0   | 0    | 1  | 40 | 14 | +26 | 83,3% |
| 3    | Chile     | 8   | 6  | 2  | 0   | 2    | 2  | 25 | 21 | +4  | 44,4% |
| 4    | Colombia  | 6   | 6  | 2  | 0   | 0    | 4  | 19 | 27 | -8  | 33,3% |
| 5    | Perú      | 9   | 5  | 3  | 0   | 0    | 2  | 20 | 21 | -1  | 60%   |
| 6    | Uruguay   | 6   | 5  | 2  | 0   | 0    | 3  | 21 | 34 | -13 | 40%   |
| 7    | Venezuela | 6   | 5  | 2  | 0   | 0    | 3  | 18 | 19 | -1  | 40%   |
| 8    | Ecuador   | 3   | 5  | 1  | 0   | 0    | 4  | 12 | 22 | -10 | 20%   |
| 9    | Bolivia   | 3   | 5  | 1  | 0   | 0    | 4  | 16 | 24 | -8  | 20%   |
| 10   | Argentina | 3   | 5  | 1  | 0   | 0    | 4  | 9  | 27 | -18 | 20%   |

### Clasificación final
| Posición | Equipo    | Resultado    |
| -------- | --------- | ------------ |
| 1        | Paraguay  | Campeón      |
| 2        | Brasil    | Subcampeón   |
| 3        | Chile     | Tercer lugar |
| 4        | Colombia  |              |
| 5        | Perú      |              |
| 6        | Uruguay   |              |
| 7        | Venezuela |              |
| 8        | Ecuador   |              |
| 9        | Bolivia   |              |
| 10       | Argentina |              |

## Transmisión
- Argentina: DSports
- Bolivia: YouTube CONMEBOL
- Brasil: YouTube CONMEBOL
- Chile: DSports
- Colombia: DSports - Telepacífico - Teleantioquia
- Ecuador: DSports
- Paraguay: Tigo Sports
- Perú: DSports
- Uruguay: DSports
- Venezuela: DSports - Meridiano Televisión